# Joška Vlašić Manglin
Joška Vlašić Manglin (mađ: Vlasics József) (Sumarton, Mađarska, 1927.) je hrvatski znanstvenik, književnik, kulturni i društveni radnik i prevoditelj iz Mađarske. Piše prozne uratke i pjesme na kajkavskom narječju mađarskih pomurskih Hrvata, kojima rodom i pripada. Napisao je i jedan roman i na hrvatskom i mađarskom, tako da Joška Vlašić Manglin spada i u mađarske književnike.
Rodio se 1927. u obitelji poljodjelaca u pomurskom selu Sumartonu u Mađarskoj.
Osnovno je školovanje imao u rodnom selu, a nakon toga je pohađao gazdinsku školu.
Drugi svjetski rat je bio traumatičan za njega, jer je vrlo mlad unovačen i odvađan na prisilne radove (kopanje bunkera) diljem Horthyjeve Mađarske (Erdelj).
Školovanje je nastavio nakon rata. Završio je školu za domaće gospodarstvo, a u Budimpešti Visoku pedagošku školu "János Apáczai Csere" smjer "srpskohrvatski jezik i povijest".
Po završetku školovanja se vratio u rodno selo gdje je radio kao učitelj. Pored prosvjetnog rada, angažirao se na kulturnom polju: ravnao je mjesnim kulturnim domom, a njegova mladenačka strast za glazbom i harmonikaško znanje je sada moglo doći do izražaja, pa je tako organizirao plesni i harmonikaški sastav i kulturno društvo.
Nakon mađarske revolucije 1956. mijenja svoje boravište i odlazi iz Sumartona u selo Mlinarce. Ondje je nastavio s kulturnom djelatnošću, pa je i ondje utemeljio plesni ansambl, ženski pjevački zbor i citeraški sastav, koji se poslije proslavio pobjedama na Helikonskim priredbama u Kestelju.
Spisateljski rad Vlašiću Manglinu nije bio primarnom namjerom, no nakon pisma učiteljima na oproštaju u jednim mađarskim novinama, njegov se kreativni rad proširio i na to područje. Pisao je u Narodnim novinama, Hrvatskom glasniku i Hrvatskom kalendaru i Zornici.

## Djela
Djela mu odišu prisjećanjem na mjesta, ljude i događaje iz njegove mladosti.
Pjesme su mu objavljene u književnom časopisu Hrvatski sjever, u zbirkama pjesama Odbljesci kruga, Uz rub vremena (u izboru Stjepana Blažetina, Ivana Slišurića i Đure Vidmarovića) i Slovom i snom, urednika Ivana De Ville.
Vlašićevim radom se bavio Đuro Vidmarović
Preveo je 2004. na mađarski djelo Sveci i klapci Martina Mihaldinca.
2000-ih je napisao roman o sumartonskim leventašima na dvama jezicima, povijesni ratni roman na hrvatskom i mađarskom koji je "prikaz povijesnih događanja gdje opisujem teške okolnosti vojnika od 1944. do kraja rata. Bombardiranja, prva linija fronte itd.", a najavio je i pisanje novih uradaka o svom kraju.

## Nagrade
- počasni stanovnik Mlinaraca 1996.
- HDS-ovo odličje 2004. za osobit doprinos u kulturnom i društvenom životu Hrvata u Mađarskoj
- priznanje „Za naš hrvatski” 2009., za veliko zalaganje za očuvanje hrvatskoga jezika (prvi je dobitnik tog priznanja)

Dobitnik je većeg broja odlikovanja za izvrstan društveni rad.